# Arnold Belgardt
Arnold Arturovitch Belgardt (Арнольд Артурович Бельгардт), né le 29 janvier 1937 à Leningrad / Saint-Pétersbourg en Russie (URSS) est un coureur cycliste sur piste soviétique.

## Biographie
Médaillé de bronze en poursuite par équipes aux Jeux olympiques d'été de 1960 à Rome, il conquiert le titre de champion du monde de cette discipline en 1963. Issu de la riche école cycliste de la piste de Leningrad, l'athlétique (1,85 m, 80 kg) Arnold Belgardt était sociétaire du club Trud de Leningrad.

## Palmarès

### Jeux olympiques
- Rome 1960
  -  Médaillé de bronze de la poursuite par équipes (avec Stanislav Moskvine, Leonid Kolumbet et Viktor Romanov)

### Championnats du monde amateurs
- Milan 1962
  -  Médaillé de bronze de la poursuite par équipes (avec Stanislav Moskvine, Viktor Romanov et Leonid Kolumbet)
- Rocourt 1963
  -  Champion du monde de poursuite par équipes (avec Stanislav Moskvine, Viktor Romanov, et Sergeï Teretschenkov)
- Paris 1964
  -  Médaillé de bronze de la poursuite par équipes (avec Stanislav Moskvine, Leonid Kolumbet et Sergeï Teretschenkov)